# Fútbol en los Juegos Panamericanos
El fútbol es uno de los eventos deportivos que componen el programa de los Juegos Panamericanos, ha sido jugado en todas las ediciones en la rama masculina, y desde 1999 también se juega en la rama femenina. El torneo masculino se realiza con selecciones sub-23, más 3 jugadores sin veto de edad.

## Formato
El fútbol masculino se ha disputado en cada edición de los Juegos Panamericanos desde la primera edición del evento multideportivo en Buenos Aires, en 1951. El torneo femenino se agregó desde la edición de 1999.
El torneo se ha disputado en diferentes formatos y categorías. Las ediciones de 1951 a 1963, se jugó en formato liga y no hubo partido final o disputa por el bronce. En 1971 se utilizó otro formato, esta vez el torneo se jugó en un formato grupal en las primeras etapas, pero se jugó en un formato de liga en las etapas finales. El torneo de 1983 tuvo solo 3 equipos en la fase final de grupo, con la primera y la última vez que no hubo equipo en cuarto lugar. Desde 1987 se juega una fase de grupos y una fase final de eliminación directa incluido finales por la medalla de oro y bronce.

## Fútbol masculino
| Año                                                                                                   | Sede                                 | · Oro                          | Final Resultado                 | · Plata                        | · Bronce                       | Resultado                      | 4.º lugar                      |
| Torneo de selecciones amateur.                                                                        | Torneo de selecciones amateur.       | Torneo de selecciones amateur. | Torneo de selecciones amateur.  | Torneo de selecciones amateur. | Torneo de selecciones amateur. | Torneo de selecciones amateur. | Torneo de selecciones amateur. |
| --- | ------------------------------------ | ------------------------------ | ------------------------------- | ------------------------------ | ------------------------------ | ------------------------------ | ------------------------------ |
| 1951 Detalles                                                                                         | Buenos Aires (Argentina)             | Argentina                      | Liga                            | Costa Rica                     | Chile                          | Liga                           | Venezuela                      |
| 1955 Detalles                                                                                         | Ciudad de México (México)            | Argentina                      | Liga                            | México                         | Antillas Neerlandesas          | Liga                           | Venezuela                      |
| 1959 Detalles                                                                                         | Chicago (Estados Unidos)             | Argentina                      | Liga                            | Brasil                         | Estados Unidos                 | Liga                           | Haití                          |
| 1963 Detalles                                                                                         | São Paulo (Brasil)                   | Brasil                         | Liga                            | Argentina                      | Chile                          | Liga                           | Uruguay                        |
| 1967 Detalles                                                                                         | Winnipeg (Canadá)                    | México                         | 4–0 (t. e.)                     | Bermudas                       | Trinidad y Tobago              | 4–1                            | Canadá                         |
| 1971 Detalles                                                                                         | Cali (Colombia)                      | Argentina                      | Hexagonal                       | Colombia                       | Cuba                           | Hexagonal                      | Trinidad y Tobago              |
| 1975 Detalles                                                                                         | Ciudad de México (México)            | México y Brasil                | 1–1 (t. e.) (título compartido) |                                | Argentina                      | 2–0                            | Costa Rica                     |
| 1979 Detalles                                                                                         | San Juan (Puerto Rico)               | Brasil                         | 3–0                             | Cuba                           | Argentina                      | 2–0                            | Costa Rica                     |
| 1983 Detalles                                                                                         | Caracas (Venezuela)                  | Uruguay                        | 1–0                             | Brasil                         | Guatemala                      |                                |                                |
| Torneo de selecciones absolutas (UNCAF, CFU) y selecciones juveniles (Conmebol, NAFU).                |                                      |                                |                                 |                                |                                |                                |                                |
| 1987 Detalles                                                                                         | Indianápolis (Estados Unidos)        | Brasil                         | 2–0 (t. e.)                     | Chile                          | Argentina                      | 0–0 (5–4 pen.)                 | México                         |
| 1991 Detalles                                                                                         | La Habana (Cuba)                     | Estados Unidos                 | 2–1 (t. e.)                     | México                         | Cuba                           | 1–0                            | Honduras                       |
| 1995 Detalles                                                                                         | Mar del Plata (Argentina)            | Argentina                      | 0–0 (5–4 pen.)                  | México                         | Colombia                       | 3–0                            | Honduras                       |
| Torneo de selecciones sub-23.                                                                         |                                      |                                |                                 |                                |                                |                                |                                |
| 1999 Detalles                                                                                         | Winnipeg (Canadá)                    | México                         | 3–1                             | Honduras                       | Estados Unidos                 | 2–1                            | Canadá                         |
| Torneo de selecciones sub-22 Concacaf y selecciones sub-20 Conmebol.                                  |                                      |                                |                                 |                                |                                |                                |                                |
| 2003 Detalles                                                                                         | Santo Domingo (República Dominicana) | Argentina                      | 1–0                             | Brasil                         | México                         | 0–0 (5–4 pen.)                 | Colombia                       |
| Torneo de selecciones sub-20 Concacaf y selecciones sub-17 Conmebol más 3 jugadores sin veto de edad. |                                      |                                |                                 |                                |                                |                                |                                |
| 2007 Detalles                                                                                         | Río de Janeiro (Brasil)              | Ecuador                        | 2–1                             | Jamaica                        | México                         | 1–0                            | Bolivia                        |
| Torneo de selecciones sub-22 más 3 jugadores sin veto de edad.                                        |                                      |                                |                                 |                                |                                |                                |                                |
| 2011 Detalles                                                                                         | Guadalajara (México)                 | México                         | 1–0                             | Argentina                      | Uruguay                        | 2–1                            | Costa Rica                     |
| 2015 Detalles                                                                                         | Toronto (Canadá)                     | Uruguay                        | 1–0                             | México                         | Brasil                         | 3–1 (t. e.)                    | Panamá                         |
| Torneo de selecciones sub-23.                                                                         |                                      |                                |                                 |                                |                                |                                |                                |
| 2019 Detalles                                                                                         | Lima (Perú)                          | Argentina                      | 4–1                             | Honduras                       | México                         | 1–0                            | Uruguay                        |
| |                                      |                                |                                 |                                |                                |                                |                                |
| 2023 Detalles                                                                                         | Santiago (Chile)                     | Brasil                         | 1–1 (4–2 pen.)                  | Chile                          | México                         | 4–1                            | Estados Unidos                 |
| 2027 Detalles                                                                                         | Lima (Perú)                          |                                |                                 |                                |                                |                                |                                |

### Medallas por equipos
En cursiva las ediciones en las que dicho país fue anfitrión.
| Equipo                | Oro                                          | Plata                      | Bronce                     |
| --------------------- | -------------------------------------------- | -------------------------- | -------------------------- |
| Argentina             | 7 (1951, 1955, 1959, 1971, 1995, 2003, 2019) | 2 (1963, 2011)             | 3 (1975, 1979, 1987)       |
| Brasil                | 5 (1963, 1975, 1979, 1987, 2023)             | 3 (1959, 1983, 2003)       | 1 (2015)                   |
| México                | 4 (1967, 1975, 1999, 2011)                   | 4 (1955, 1991, 1995, 2015) | 4 (2003, 2007, 2019, 2023) |
| Uruguay               | 2 (1983, 2015)                               |                            | 1 (2011)                   |
| Estados Unidos        | 1 (1991)                                     |                            | 2 (1959, 1999)             |
| Ecuador               | 1 (2007)                                     |                            |                            |
| Chile                 |                                              | 2 (1987, 2023)             | 2 (1951, 1963)             |
| Honduras              |                                              | 2 (1999, 2019)             |                            |
| Cuba                  |                                              | 1 (1979)                   | 2 (1971, 1991)             |
| Colombia              |                                              | 1 (1971)                   | 1 (1995)                   |
| Jamaica               |                                              | 1 (2007)                   |                            |
| Costa Rica            |                                              | 1 (1951)                   |                            |
| Bermudas              |                                              | 1 (1967)                   |                            |
| Guatemala             |                                              |                            | 1 (1983)                   |
| Trinidad y Tobago     |                                              |                            | 1 (1967)                   |
| Antillas Neerlandesas |                                              |                            | 1 (1955)                   |

## Fútbol femenino
| Año                                                              | Sede                                                             | · Oro                                                            | Final Resultado                                                  | · Plata                                                          | · Bronce                                                         | Resultado                                                        | 4.º lugar                                                        |
| Torneo de selecciones absolutas sin participación de la Conmebol | Torneo de selecciones absolutas sin participación de la Conmebol | Torneo de selecciones absolutas sin participación de la Conmebol | Torneo de selecciones absolutas sin participación de la Conmebol | Torneo de selecciones absolutas sin participación de la Conmebol | Torneo de selecciones absolutas sin participación de la Conmebol | Torneo de selecciones absolutas sin participación de la Conmebol | Torneo de selecciones absolutas sin participación de la Conmebol |
| ---------------------------------------------------------------- | ---------------------------------------------------------------- | ---------------------------------------------------------------- | ---------------------------------------------------------------- | ---------------------------------------------------------------- | ---------------------------------------------------------------- | ---------------------------------------------------------------- | ---------------------------------------------------------------- |
| 1999 Detalles                                                    | Winnipeg                                                         | Estados Unidos                                                   | 1–0                                                              | México                                                           | Costa Rica                                                       | 1–1 (4–3 pen.)                                                   | Canadá                                                           |
| Torneo de selecciones absolutas                                  |                                                                  |                                                                  |                                                                  |                                                                  |                                                                  |                                                                  |                                                                  |
| 2003 Detalles                                                    | Santo Domingo                                                    | Brasil                                                           | 2–1 (t. e.)                                                      | Canadá                                                           | México                                                           | 4–1                                                              | Argentina                                                        |
| 2007 Detalles                                                    | Río de Janeiro                                                   | Brasil                                                           | 5–0                                                              | Estados Unidos                                                   | Canadá                                                           | 2–1                                                              | México                                                           |
| 2011 Detalles                                                    | Guadalajara                                                      | Canadá                                                           | 1–1 (4–3 pen.)                                                   | Brasil                                                           | México                                                           | 1–0 (t. e.)                                                      | Colombia                                                         |
| 2015 Detalles                                                    | Toronto                                                          | Brasil                                                           | 4–0                                                              | Colombia                                                         | México                                                           | 2–1                                                              | Canadá                                                           |
| 2019 Detalles                                                    | Lima                                                             | Colombia                                                         | 1–1 (7–6 pen.)                                                   | Argentina                                                        | Costa Rica                                                       | 1–0                                                              | Paraguay                                                         |
| 2023 Detalles                                                    | Santiago                                                         | México                                                           | 1–0                                                              | Chile                                                            | Estados Unidos                                                   | 2–0                                                              | Argentina                                                        |
| 2027 Detalles                                                    | Lima                                                             |                                                                  |                                                                  |                                                                  |                                                                  |                                                                  |                                                                  |

### Medallas
| Equipo         | Oro                  | Plata    | Bronce               |
| -------------- | -------------------- | -------- | -------------------- |
| Brasil         | 3 (2003, 2007, 2015) | 1 (2011) |                      |
| México         | 1 (2023)             | 1 (1999) | 3 (2003, 2011, 2015) |
| Canadá         | 1 (2011)             | 1 (2003) | 1 (2007)             |
| Estados Unidos | 1 (1999)             | 1 (2007) | 1 (2023)             |
| Colombia       | 1 (2019)             | 1 (2015) |                      |
| Argentina      |                      | 1 (2019) |                      |
| Chile          |                      | 1 (2023) |                      |
| Costa Rica     |                      |          | 2 (1999, 2019)       |

## Medallero histórico ambas ramas
- Actualizado a Santiago 2023

| N.º | País                  |   |   |   | Total |
| --- | --------------------- | - | - | - | ----- |
| 1   | Brasil                | 8 | 4 | 1 | 13    |
| 2   | Argentina             | 7 | 3 | 3 | 13    |
| 3   | México                | 5 | 5 | 7 | 17    |
| 4   | Estados Unidos        | 2 | 1 | 3 | 6     |
| 5   | Uruguay               | 2 | 0 | 1 | 3     |
| 6   | Colombia              | 1 | 2 | 1 | 4     |
| 7   | Canadá                | 1 | 1 | 1 | 3     |
| 8   | Ecuador               | 1 | 0 | 0 | 1     |
| 9   | Chile                 | 0 | 3 | 2 | 5     |
| 10  | Honduras              | 0 | 2 | 0 | 2     |
| 11  | Costa Rica            | 0 | 1 | 2 | 3     |
| 11  | Cuba                  | 0 | 1 | 2 | 3     |
| 13  | Bermudas              | 0 | 1 | 0 | 1     |
| 13  | Guatemala             | 0 | 1 | 0 | 1     |
| 13  | Jamaica               | 0 | 1 | 0 | 1     |
| 16  | Antillas Neerlandesas | 0 | 0 | 1 | 1     |
| 16  | Trinidad y Tobago     | 0 | 0 | 1 | 1     |

## Tabla estadística masculina
La siguiente tabla presenta un resumen estadístico de la participación de los diferentes seleccionados nacionales masculinos entre 1951 y 2023.
|      | Equipo                | Part. | Resultados | Resultados | Resultados | Resultados | Resultados | Resultados | Resultados | Resultados | Participación | Participación | Participación | Participación | Participación | Participación | Participación | Participación | Participación | Participación | Participación | Participación | Participación | Participación | Participación | Participación | Participación | Participación | Participación | Participación |
| Pts. | Equipo                | Part. | PJ         | PG         | PE         | PP         | GF         | GC         | Dif.       | Rnd.       | 51            | 55            | 59            | 63            | 67            | 71            | 75            | 79            | 83            | 87            | 91            | 95            | 99            | 03            | 07            | 11            | 15            | 19            | 23            |               |
| ---- | --------------------- | ----- | ---------- | ---------- | ---------- | ---------- | ---------- | ---------- | ---------- | ---------- | ------------- | ------------- | ------------- | ------------- | ------------- | ------------- | ------------- | ------------- | ------------- | ------------- | ------------- | ------------- | ------------- | ------------- | ------------- | ------------- | ------------- | ------------- | ------------- | ------------- |
| 1º   | Argentina             | 15    | 180        | 78         | 55         | 15         | 8          | 184        | 57         | +127       | 76,71%        |               |               |               |               | 5°            |               |               |               | 10°           |               |               |               |               |               | 9°            |               |               |               |               |
| 2º   | México                | 15    | 153        | 80         | 43         | 20         | 14         | 168        | 82         | +86        | 62,85%        |               |               | 6°            |               |               | 7°            |               |               | 6°            | 4°            |               |               |               |               |               |               |               |               |               |
| 3º   | Brasil                | 11    | 111        | 49         | 34         | 9          | 6          | 145        | 38         | +107       | 68,51%        |               |               |               |               |               |               |               |               |               |               |               | 5°            |               |               | 5°            | 6°            |               |               |               |
| 4º   | Estados Unidos        | 12    | 61         | 50         | 19         | 4          | 27         | 76         | 119        | -43        | 40,67%        |               |               |               | 5°            | 6°            | 6°            | 12°           | 6°            | 8°            | 6°            |               | 12°           |               |               | 7°            |               |               |               | 4°            |
| 5º   | Uruguay               | 7     | 54         | 32         | 15         | 3          | 12         | 41         | 36         | +5         | 50,00%        |               |               |               | 4°            |               |               | 10°           |               |               |               |               |               | 9°            |               |               |               |               | 4°            | 5°            |
| 6º   | Costa Rica            | 8     | 49         | 38         | 14         | 7          | 17         | 61         | 72         | -11        | 42,98%        |               |               | 5°            |               |               |               | 4°            | 4°            |               |               |               | 6°            | 6°            |               | 10°           | 4°            |               |               |               |
| 7º   | Cuba                  | 11    | 49         | 48         | 12         | 13         | 23         | 48         | 72         | -24        | 34,03%        |               |               | 7°            |               | 7°            |               | 5°            |               | 5°            | 8°            |               |               | 8°            | 6°            |               | 8°            |               |               |               |
| 8°   | Chile                 | 6     | 42         | 29         | 11         | 9          | 9          | 42         | 27         | +15        | 49,28%        |               |               |               |               |               |               |               |               | 4°            |               |               | 8°            |               |               |               |               |               |               |               |
| 9º   | Colombia              | 6     | 41         | 28         | 12         | 5          | 11         | 44         | 37         | +7         | 48,81%        |               |               |               |               | 8°            |               |               |               |               | 10°           |               |               |               | 4°            | 6°            |               |               |               | 6°            |
| 10º  | Honduras              | 5     | 37         | 26         | 11         | 5          | 11         | 45         | 47         | -2         | 45,00%        |               |               |               |               |               |               |               |               |               |               | 4°            | 4°            |               |               | 8°            |               |               |               | 7°            |
| 11º  | Canadá                | 7     | 28         | 33         | 7          | 7          | 19         | 35         | 64         | -30        | 28,28%        |               |               |               |               | 4°            | 5°            | 8°            |               |               | 11°           | 7°            |               | 4°            |               |               |               | 7°            |               |               |
| 12º  | Trinidad y Tobago     | 8     | 27         | 34         | 7          | 6          | 21         | 39         | 78         | -39        | 26,47%        |               |               |               |               |               | 4°            | 7°            |               |               | 12°           |               | 10°           | 10°           |               |               | 5°            | 8°            |               |               |
| 13º  | Jamaica               | 5     | 24         | 21         | 7          | 3          | 12         | 20         | 35         | -15        | 42,86%        |               |               |               |               |               | 11°           | 11°           |               |               |               |               |               | 5°            |               |               |               |               | 6°            |               |
| 14º  | Ecuador               | 3     | 21         | 22         | 5          | 6          | 8          | 23         | 27         | -4         | 51,52%        |               |               |               |               |               |               |               |               |               |               |               | 9°            |               |               |               | 7°            |               | 8°            |               |
| 15º  | Paraguay              | 5     | 16         | 17         | 4          | 4          | 9          | 19         | 26         | -7         | 31,37%        | 5°            |               |               |               |               |               |               |               |               | 9°            |               | 7°            |               | 5°            |               |               | 5°            |               |               |
| 16º  | Haití                 | 4     | 16         | 15         | 4          | 4          | 7          | 37         | 39         | -2         | 35,56%        |               |               | 4°            |               |               | 8°            |               |               |               |               | 5°            |               |               |               | 11°           |               |               |               |               |
| 17º  | Panamá                | 2     | 15         | 11         | 3          | 6          | 3          | 13         | 13         | 0          | 33,33%        |               |               |               |               |               |               |               |               |               |               |               |               |               |               |               |               | 4°            | 5°            |               |
| 18º  | Guatemala             | 5     | 15         | 16         | 3          | 6          | 7          | 16         | 20         | -4         | 31,25%        |               |               |               |               |               |               |               | 7°            |               | 5°            |               |               | 7°            | 7°            |               |               |               |               |               |
| 19º  | Bolivia               | 2     | 13         | 10         | 4          | 1          | 5          | 11         | 19         | -8         | 43,33%        |               |               |               |               |               |               | 6°            |               |               |               |               |               |               |               | 4°            |               |               |               |               |
| 20º  | Venezuela             | 4     | 11         | 15         | 3          | 2          | 10         | 18         | 43         | -25        | 24,44%        | 4°            | 4°            |               |               |               |               |               |               | 7°            |               |               |               |               |               | 12°           |               |               |               |               |
| 21º  | Bermudas              | 5     | 9          | 15         | 2          | 3          | 10         | 19         | 35         | -16        | 20,00%        |               |               |               |               |               | 10°           |               | 8°            | 9°            |               |               | 11°           |               |               |               |               |               |               |               |
| 22º  | El Salvador           | 2     | 7          | 6          | 2          | 1          | 3          | 5          | 4          | +1         | 38,89%        |               |               |               |               |               |               | 9°            |               |               | 7°            |               |               |               |               |               |               |               |               |               |
| 23º  | Perú                  | 2     | 7          | 10         | 2          | 2          | 6          | 10         | 17         | -7         | 33,33%        |               |               |               |               |               |               |               |               |               |               |               |               |               |               |               |               | 6°            | 7°            |               |
| 24º  | Antillas Neerlandesas | 1     | 6          | 6          | 2          | 0          | 4          | 11         | 13         | -2         | 33,33%        |               |               |               |               |               |               |               |               |               |               |               |               |               |               |               |               |               |               |               |
| 24º  | Surinam               | 1     | 4          | 3          | 1          | 1          | 1          | 4          | 3          | +1         | 44,44%        |               |               |               |               |               |               |               |               |               |               | 6°            |               |               |               |               |               |               |               |               |
| 25º  | Bahamas               | 1     | 3          | 3          | 1          | 0          | 2          | 4          | 13         | -9         | 33,33%        |               |               |               |               |               | 9°            |               |               |               |               |               |               |               |               |               |               |               |               |               |
| 27º  | Puerto Rico           | 1     | 3          | 4          | 1          | 0          | 3          | 2          | 12         | -10        | 25,00%        |               |               |               |               |               |               |               | 5°            |               |               |               |               |               |               |               |               |               |               |               |
| 28º  | República Dominicana  | 3     | 1          | 8          | 0          | 1          | 7          | 4          | 29         | -25        | 4,17%         |               |               |               |               |               | 12°           |               | 9°            |               |               |               |               |               | 8°            |               |               |               |               | 8°            |
| 29º  | Nicaragua             | 2     | 0          | 6          | 0          | 0          | 6          | 3          | 43         | -40        | 0,00%         |               |               |               |               |               |               | 13°           |               |               |               | 8°            |               |               |               |               |               |               |               |               |

## Tabla estadística femenina
| 1º  | México            | 6 | 67 | 34 | 21 | 4 | 9  | 81 | 31 | +50 |    |    | 4°  |    |    | 5° |    |
| 2º  | Brasil            | 4 | 50 | 20 | 18 | 2 | 0  | 73 | 7  | +66 |    |    |     |    |    |    |    |
| 3º  | Canadá            | 5 | 43 | 26 | 13 | 4 | 9  | 62 | 42 | +20 | 4° |    |     |    | 4° |    |    |
| 4º  | Estados Unidos    | 3 | 40 | 17 | 13 | 1 | 3  | 55 | 16 | +39 |    |    |     |    |    |    |    |
| 5º  | Argentina         | 5 | 29 | 24 | 8  | 5 | 11 | 32 | 38 | -6  |    | 4° | 5°  | 7° | 8° |    | 4° |
| 6º  | Colombia          | 3 | 25 | 15 | 7  | 4 | 4  | 17 | 15 | +2  |    |    |     | 4° |    |    |    |
| 7º  | Costa Rica        | 5 | 20 | 23 | 5  | 5 | 13 | 23 | 45 | -22 |    | 5° |     | 6° | 5° |    | 6° |
| 8º  | Paraguay          | 3 | 14 | 13 | 4  | 2 | 7  | 23 | 30 | -7  |    |    | 10° |    |    | 4° | 5° |
| 9º  | Chile             | 2 | 13 | 8  | 4  | 1 | 3  | 13 | 6  | +7  |    |    |     | 5° |    |    |    |
| 10º | Jamaica           | 3 | 7  | 12 | 2  | 1 | 9  | 6  | 49 | -43 |    |    | 6°  |    |    | 8° | 8° |
| 11º | Ecuador           | 2 | 6  | 7  | 2  | 0 | 5  | 9  | 29 | -20 |    |    | 7°  |    | 7° |    |    |
| 12º | Bolivia           | 1 | 4  | 4  | 1  | 1 | 2  | 2  | 10 | -8  |    |    |     |    |    |    | 7° |
| 13º | Trinidad y Tobago | 3 | 3  | 10 | 0  | 3 | 7  | 8  | 34 | -26 | 5° |    |     | 8° | 6° |    |    |
| 14º | Panamá            | 2 | 2  | 8  | 0  | 2 | 6  | 5  | 18 | -13 |    |    | 8°  |    |    | 6° |    |
| 15º | Perú              | 1 | 1  | 4  | 0  | 1 | 3  | 2  | 8  | -6  |    |    |     |    |    | 7° |    |
| 16º | Uruguay           | 1 | 1  | 4  | 0  | 1 | 3  | 3  | 16 | -13 |    | 9° |     |    |    |    |    |
| 17º | Haití             | 1 | 0  | 2  | 0  | 0 | 2  | 1  | 9  | -8  |    | 6° |     |    |    |    |    |